# Baron Wolman

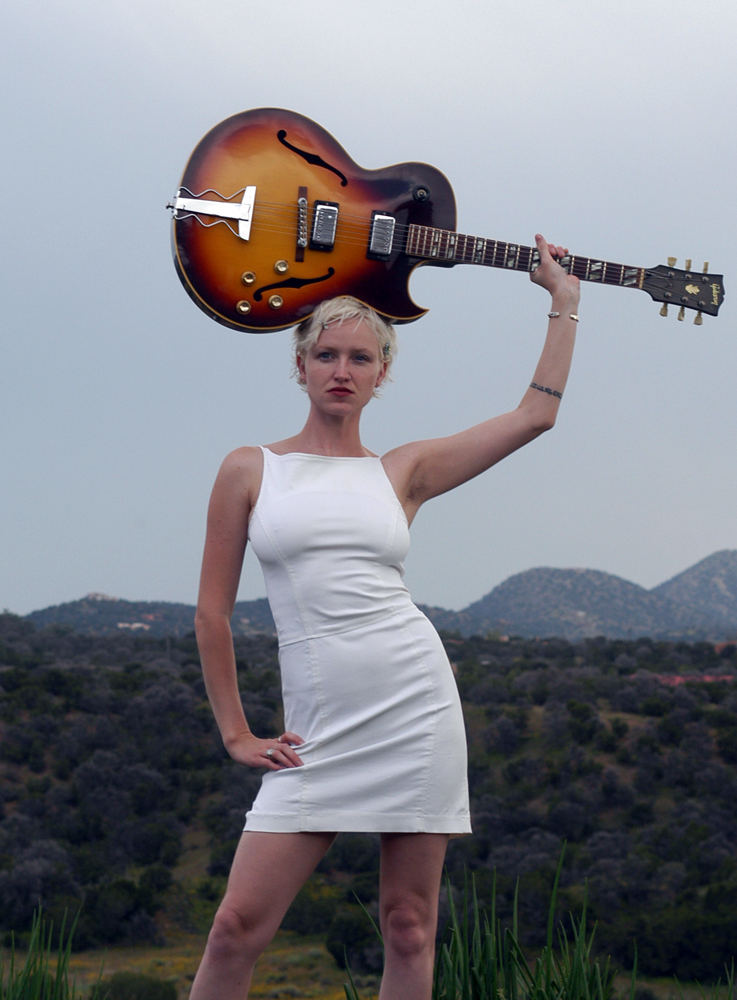
Baron Wolman: Michael Scott Parker, 2006

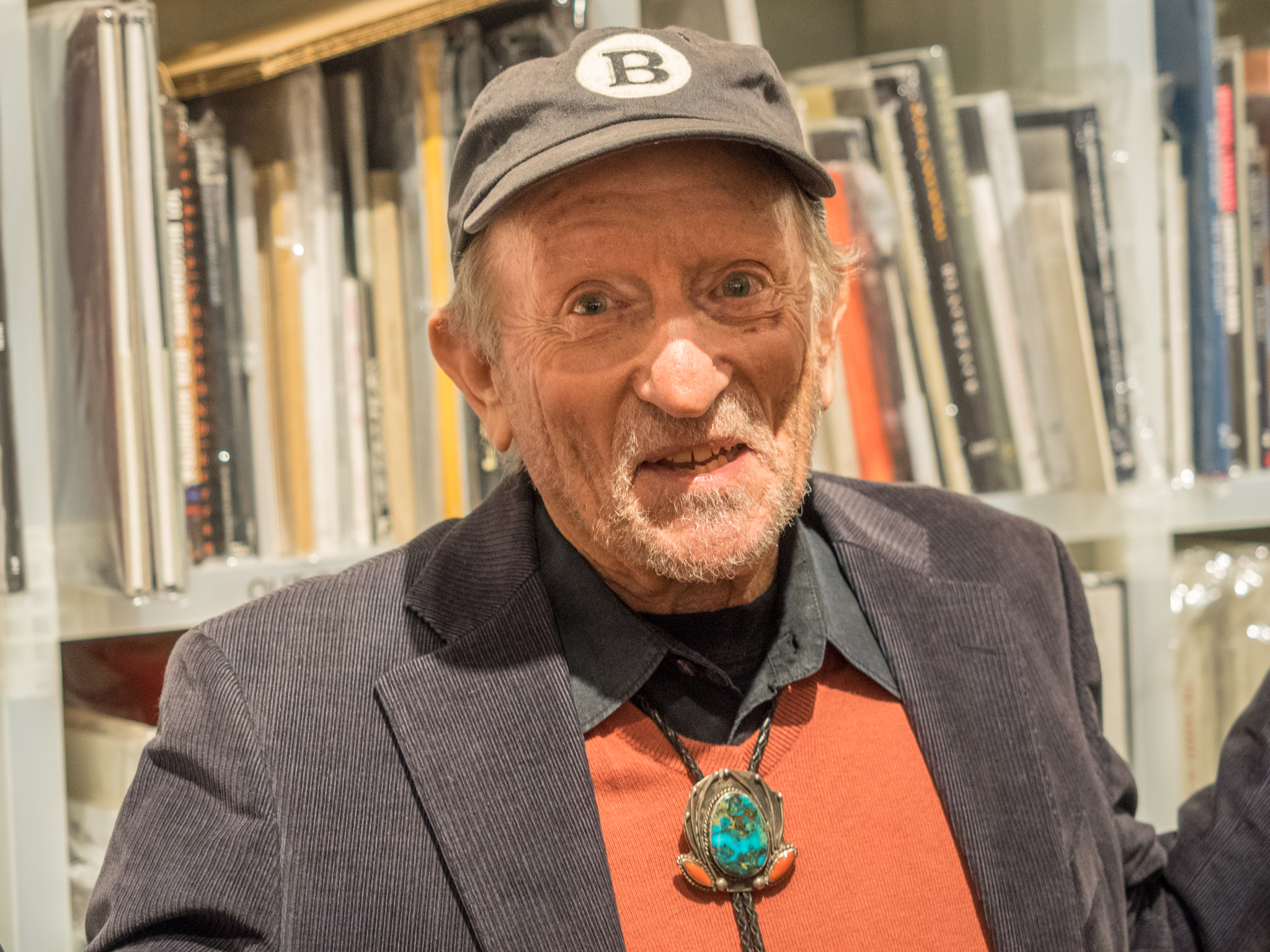
Baron Wolman podepisuje svou knihu Woodstock, 2016

Baron Wolman (25. června 1937 – 2. listopadu 2020) byl americký fotograf nejznámější díky své práci na konci 60. let pro hudební časopis Rolling Stone. Od roku 1967 do konce roku 1970 byl prvním hlavním fotografem časopisu.

## Fotografická kariéra
Wolmanova profesionální fotografická kariéra začala v západním Berlíně v 60. letech, kdy byl umístěn u armády. Z Berlína prodal svou první fotografickou esej, obrazy života za (tehdy novou) berlínskou zdí. Poté se rozhodl, že se stane novinářem. Po propuštění z armády se přestěhoval z Německa do Los Angeles a poté do San Franciska a poté do Nového Mexika.

## Dvorní fotografRolling Stone
Právě v San Francisku se v dubnu 1967 setkal třicetiletý Wolman s jednadvacetiletým studentem Calem Berkeleym a spisovatelem na volné noze jménem Jann Wenner. Wolman fotografoval rockové kapely a Wenner měl v plánu vytvořit nový druh hudebního periodika s hudebním spisovatelem San Francisco Chronicle, Ralphem Gleasonem. Wolman souhlasil, že se připojí k novému periodiku Rolling Stone a bude pracovat zdarma. Trval také na vlastnictví všech fotografií, které pořídil pro Rolling Stone, což časopisu umožnilo neomezené použití obrázků. Wolman začal pracovat pro Rolling Stone od prvního vydání a pokračoval další tři roky. Díky Wolmanově prakticky neomezenému přístupu k jeho subjektům, jeho fotografie Janis Joplin, Rolling Stones, Franka Zappy, The Who, Jimi Hendrix, Joan Baez, Iggy Pop, Pink Floyd, Boba Dylana, Grateful Dead, Phil Spectora, Jima Morrisona, Ike &amp; Tina Turner, Peter Rowan a dalších hudebníků bylo grafickým vrcholem vzhledu magazínu Rolling Stone.
Wolman se studiu většinou vyhýbal a nikdy nepoužíval blesky na fotoaparátu, upřednostňoval neformální portréty, styl vhodný jak pro hudebníky, které dokumentoval, tak pro publikum těchto fotografií. Wolmanův přístup postupně nahradili vysoce stylizovaní tvůrci většinou studiových image-makerů, jejichž fotografie byly publikovány pouze se souhlasem hudebníka a jeho managementu. Tento vývoj lze vysledovat na následujících obálkách Rolling Stone v průběhu let.

## ČasopisRags
Ačkoli jeho práce v Rolling Stone definovala jeho fotografickou kariéru, Baron se podílel na mnoha nehudebních projektech. Po odchodu z Rolling Stone v roce 1970 založil Wolman vlastní módní časopis Rags, který sídlil v prvních kancelářích Rolling Stone v San Francisku. Rags byl módní časopis pro kontrakulturní módu, zaměřoval se spíše na pouliční módu než na módu ve výlohách. Byl to kreativní a neuctivý magazín, celkem 13 vydaných čísel časopisu (červen 1970 až červen 1971) mělo umělecký, avšak už ne finanční úspěch.

## Pozdější kariéra
Po ukončení časopisu Rags se Baron Wolman naučil pilotovat motorové letadlo a z okna své malé Cessny vytvářel snímky krajin ze vzduchu. Tyto fotografie byly základem dvou knih, California From the Air: The Golden Coast (Kalifornie ze vzduchu: Zlaté pobřeží, 1981) a The Holy Land: Israel From the Air (Svatá země: Izrael ze vzduchu, 1987), vydané nakladatelstvím Squarebooks, které Wolman založil v roce 1974. Toto nakladatelství nadále vydávají eklektickou knihu jako výběr ilustrovaných knih.
V roce 1974 strávil Wolman rok u fotbalového týmu Oakland Raiders a svůj status plného přístupu využil k fotografické dokumentaci celé sezóny 1974. Výsledkem byla publikace Oakland Raiders: The Good Guys, publikovaná v roce 1975.
V roce 2001 se Wolman přestěhoval do Santa Fe v Novém Mexiku, kde pokračoval ve fotografování a publikování.
V roce 2011 vyšla autobiografická, impozantní kniha Baron Wolman: Every Picture Tells A Story, Rolling Stone Years vydaná nakladatelstvím Omnibus Press. Kniha pojednává o Wolmanově kariéře od počátků Rolling Stone a vypráví příběhy ze zákulisí fotografií.
Wolman byl v roce 2011 oceněn jako VIP na Classic Rock Roll of Honor Awards, kde pak na jevišti na poctu Pete Townshendovi rozbil svůj fotoaparát.

## Smrt
Wolman zemřel 2. listopadu 2020 po komplikacích z ALS.